# Rock in Rio 2011 - Capital Inicial
Rock in Rio: Capital Inicial é o quarto álbum ao vivo e o quarto em vídeo da banda brasileira Capital Inicial, lançado em julho de 2012 em CD e DVD em parceria com a MZA Music e Artplan Comunicação. Trata-se do registro do show da banda no Rock in Rio IV no dia 24 de setembro de 2011, no Parque Olímpico Cidade do Rock, Rio de Janeiro, para um público de mais de 100 mil pessoas e contou com 13 grandes sucessos da carreira.
Um dia antes do show, no dia 23 de setembro de 2011, o Rock in Rio retornou ao seu país de origem após passar uma boa temporada no exterior. Após fazer sucesso em cidades como Lisboa e Madrid, a marca voltou para o solo carioca e preparou sete dias de festa com grandes nomes da música nacional e internacional.
Entre as notícias divulgadas, um tema pareceu bem recorrente aos jornais e demais veículos de comunicação: a música “Que País É Este”, dedicada ao então presidente do Senado, José Sarney, pelo vocalista Dinho Ouro Preto. Em uma só voz, as 100 mil pessoas presentes se juntaram à indignação do vocalista e protestaram contra o político.
Outro ponto muito elogiado pela imprensa foi a animação e carisma da banda, que contagiou todo o público do Rock in Rio e nem a chuva foi capaz de inibir. Segundo o site do Fantástico, “o Capital Inicial incendiou a Cidade do Rock. O vocalista Dinho Ouro Preto se sentiu à vontade para falar com a plateia e ganhou um coro de 100 mil pessoas”. Dinho também se preocupou com fãs que passavam mal na frente do palco devido ao empurra-empurra das camadas anteriores e, depois de pedir para cessar a pressão, ofereceu água ao público.
A banda também preparou uma homenagem à banda Aborto Elétrico e inspirou o surgimento tanto do Capital Inicial quanto da Legião Urbana anos depois. Nesta época, músicas do repertório das duas bandas foram criadas, como “Que País É Este” e “Veraneio Vascaína”. O tributo incluiu ainda músicas que há muito estavam fora do set list e uma versão de "Should I Stay or Should I Go", da banda punk britânica The Clash.
Dinho ainda lembrou de dedicar o show a Rafael Mascarenhas, filho da atriz Cissa Guimarães, falecido em um acidente em julho de 2010. O jovem completaria 20 anos no sábado e sua banda favorita era a atração principal daquela noite, Red Hot Chili Peppers. O cantor contou ainda que levou uma carta à banda californiana pedindo que Rafael fosse mencionado em seu show, o que foi atendido pelos músicos que depois da pausa para o bis, voltou ao palco vestindo camisetas brancas estampadas com o rosto do filho da atriz.
“Um show típico de festival, com muitos sucessos, coreografias e corais do público, com uma banda segura e um cantor nota 10 no quesito carisma”, publicou o jornal O Globo. A aprovação do público veio em seguida numa enquete criada pela Globo.com, na qual a banda liderava como o melhor show do segundo dia do festival, com quase 70% dos votos.

## Faixas
1. Como se Sente
2. Independência
3. Quatro Vezes Você
4. Natasha
5. Depois da Meia-Noite
6. Como Devia Estar
7. Primeiros Erros (Chove)
8. Should I Stay or Should I Go
9. Música Urbana
10. Que País É Este
11. Fátima
12. Veraneio Vascaína
13. À Sua Maneira (De Música Ligera)

## Formação
- Dinho Ouro Preto: vocal, violão
- Fê Lemos: bateria
- Flávio Lemos: baixo
- Yves Passarell: guitarra, vocal de apoio

### Músicos convidados
- Fabiano Carelli: guitarra, violão, vocal de apoio
- Robledo Silva: teclados, violão, vocal de apoio